# Эффельдер (река)
Эффельдер (нем. Effelder) — река в Германии, протекает по землям Тюрингия и Бавария. Речной индекс 241616. Площадь бассейна реки составляет 41,36 км². Длина реки 17,33 км (из них по Баварии 16,84 км). Высота истока 820 м. Высота устья 345 м.
Система водного объекта: Иц → Майн → Рейн → Северное море.